# 渡辺教忠
渡辺 教忠（わたなべ のりただ）は、戦国時代の武将。伊予西園寺氏の家臣。伊予国河後森城主。西園寺十五将の1人。

## 生涯
土佐一条氏当主・一条房家の子である東小路教行（一条教行）の次男。土居清良と共に幼少期を送った。一条兼定の伊予進出の布石として、西園寺氏の重臣・渡辺政忠の養嗣子となる。西園寺十五将の筆頭として1万6500石を領した。
一条氏が南伊予に侵攻した際、西園寺氏の出兵命令を断り日和見を決め込んだため、永禄10年（1567年）に主君・西園寺公広に攻められ、養子を人質に差し出し降伏した。一条氏の土佐国追放後は長宗我部氏に敢闘し、河後森の若城主と呼ばれ評判になるが、度重なる戦乱により家臣の分裂を生む。
天正8年（1580年）から翌9年（1581年）の間に、長宗我部氏に寝返った近習・芝政景（源三郎、一覚）の謀略により月見の夜に居城から追放された。暗殺されたとも、帰農したともいわれる。

## 関連文書
- 「河後森城史」旧松野町教育委員会